# Papamosques cendrós
El papamosques cendrós (Muscicapa caerulescens; syn: Fraseria caerulescens) és una espècie d'ocell de la família dels muscicàpids (Muscicapidae) Es troba a gran part de l'Àfrica subsahariana, distribuït pels boscos tropicals i subtropicals, sabanes i matollars, estant absent de les zones àrides. El seu estat de conservació es considera de risc mínim.

## Taxonomia
A la Classificació del Congrés Ornitològic Internacional (versió 11.2, 2021) se'l considera al gènere Muscicapa. Tanmateix, en el Handook of the Birds of the World i la quarta versió de la BirdLife International Checklist of the birds of the world (desembre 2019) se'l classifica dins del gènere Fraseria (F. caerulescens), juntament amb altres nou espècies de papamosques.